# Велло Ярвесалу
Велло Ярвесалу (ест. Vello Järvesalu; нар. 2 березня 1953 року, село Талі, Пярнумаа — 24 липня 2019) — естонський технік, підприємець та політик, мер міста Пярну (1995—1999), віце-голова Коаліційної партії, колишній Почесний консул України в Естонії.

## Біографія
Народився 2 березня 1953 року в селі Талі, Пярнумаа.
У 1971 році закінчив Талліннський будівельномеханічний технікум за спеціальністю технік-механік автомобільної техніки, а у 1989 — Естонську сільськогосподарську академію, факультет «Економіка і організація сільськогосподарського виробництва».
Трудову діяльність розпочав у 1971 році як водій автоколони 3054.
У 1971—1973 роках — служба в армії.
З 1973 по 1975 рік — водій автоколони, майстер, а з 1975 по 1978 — завідувач майстернями звірогосподарства в смт Аудра.
У 1978—1981 роках працював секретарем оргвідділу ЛКСМЕ та другим секретарем райкому Пярнуського ЛКСМЕ. З 1981 по 1984 рік — інструктор промислового відділу Пярнуського райкому КПРС.
У 1984—1988 роках — головний спеціаліст з кадрів Агропромислового об'єднання.
З 1988 по 1995 рік обіймав посаду директора Пярнуської міської друкарні.
У 1995 році був обраний по посаду мера міста Пярну, також кілька раз обирався депутатом міської ради Пярну.
У 1999—2001 роках — директор друкарні «Пярну трюкк».
З 2001 по 2010 рік — директор лікувально-оздоровчого комплексу СПА «Естонія».
Від 2003 року був президентом «Клубу друзів України».
З 2006 по 2011 рік був Почесним консулом України м. Пярну і Західної Естонії, у 2013 році його замінив В'ячеслав Леєдо.
Помер 24 липня 2019, у зв'язку з тривалою хворобою.

## Нагороди
- Почесна грамота Верховної Ради України (2006)[1];
- Почесний знак Сил оборони Естонії (2002)[6];
- Командор Королівського Норвезького ордена Заслуг (1999)[1];
- урядові нагороди Естонської Республіки[1].

## Критика
У 2010 році був звільнений з посади директора лікувально-оздоровчого комплексу СПА «Естонія» через корупційний скандал. Поліція затримала Велло Ярвесалу за підозрою у розтраті коштів, підробці документів та використанні ресурсів комплексу у власних цілях. Суд визнав його винним та оштрафував на суму 154 500 крон.

## Особисте життя
Був одружений, мав сина і доньку.